# نیتن گمبل
نِیتِن گمبل (به انگلیسی: Nathan Gamble)، یک بازیگر نوجوان اهل ایالات متحده آمریکا است. او فعالیت خود در زمینهٔ بازیگری را با فیلم بابل آغاز کرد و بیشتر به خاطر نقش آفرینی در فیلم‌های مه، شوالیه تاریکی و داستان دلفین شناخته شده‌است. گمبل در سال ۲۰۱۴ فیلم کوتاه تابستان عجیب مایک را کارگردانی کرد که فیلم نامهٔ آن نیز از خودش بود.

## زندگینامه
نیتن گمبل در دوازدهم ژانویه سال ۱۹۹۸ میلادی ، در شهر تاکوما ، ایالت واشینگتن ، ایالات متحده آمریکا زاده شد. والدین او کارگردانان تئاتر هستند که یک آموزشگاه تئاتر مخصوص کودکان را اداره می‌کنند.
گمبل فعالیت خود در زمینهٔ بازیگری را در سن هشت سالگی و با فیلم بابل در کنار بازیگرانی مثل برد پیت و کیت بلانشت آغاز کرد.
او تاکنون در مجموعهٔ‌های تلویزیونی، فیلم‌های سینمایی و تلویزیونی زیادی حضور داشته‌است. هم چنین در چند فیلم کوتاه نیز به ایفای نقش پرداخته است. شوالیه تاریکی یکی از فیلم‌هایی است که وی در آن حضور دارد.
اولین حضور گمبل به عنوان شخصیت اصلی (بدون در نظر گرفتن فیلم‌های کوتاه) در فیلم داستان دلفین (محصول ۲۰۱۱) است.
گمبل دربارهٔ این فیلم گفته است: 
«این اولین باری است که من در یک فیلم سینمایی نقش اصلی را بر عهده دارم ؛ و فیلم اکران جهانی خواهد داشت ، بنابراین قطعاً نقطهٔ عطفی در کارنامهٔ بازیگری من محسوب میشود.»

داستان این فیلم بر گرفته از داستانی واقعی است. گمبل در این فیلم نقش "سایر نلسون" را بازی می‌کند. پسری اهل فلوریدا که دلفینی به اسم "وینتر" را که در تور ماهیگیری به دام افتاده و دم خود را از دست داده است، پیدا می‌کند. به زودی بین این دو رابطهٔ دوستی شکل می‌گیرد و سایر به وینتر کمک می‌کند که زندگی عادی خود را از سر بگیرد.
دنباله ای برای این فیلم نیز با عنوان داستان دلفین ۲ ساخته شده‌است که در سپتامبر سال ۲۰۱۴ اکران شد.
گمبل در سال ۲۰۱۴ هم چنین فیلم کوتاه تابستان عجیب مایک را کارگردانی کرد که فیلم نامهٔ آن نیز از خودش بود.

## فیلم شناسی
| سال       | عنوان فارسی                     | عنوان اصلی                         | در نقش                 | توضیحات                                                     |
| --------- | ------------------------------- | ---------------------------------- | ---------------------- | ----------------------------------------------------------- |
| ۲۰۰۶      | بابل                            | Babel                              | مایک جونز              | فیلم سینمایی                                                |
| ۲۰۰۶-۲۰۰۸ | فراری                           | Runaway                            | تامی-تامی ریدر-هالند   | مجموعهٔ تلویزیونی- حضور در ده قسمت (اول)                     |
| ۲۰۰۷      | فوق‌العاده بی مسئولیت            | Deeply Irresponsible               | (۲۰۰۷)                 | فیلم ویدئویی (؟)                                            |
| ۲۰۰۷      | حفارها                          | Diggers                            | پسر بچه                | فیلم کوتاه                                                  |
| ۲۰۰۷      | سی اس آی: تحقیقات مکان وقوع جرم | CSI: Crime Scene Investigation     | کوبی فارنتینو          | مجموعهٔ تلویزیونی- حضور در یک قسمت: فصل ۸، قسمت ۶            |
| ۲۰۰۷      | بدون سر نخ                      | Without a Trace                    | کوبی فارنتینو          | مجموعهٔ تلویزیونی- حضور در یک قسمت: فصل ۶، قسمت ۶            |
| ۲۰۰۷      | مِه                              | The Mist                           | بیلی دریتون            | فیلم سینمایی                                                |
| ۲۰۰۸      | شبح نجوا گر                     | Ghost Whisperer                    | الیوت هِیلی             | مجموعهٔ تلویزیونی- حضور در یک قسمت: فصل ۳، قسمت ۱۶           |
| ۲۰۰۸      | باران بی آب                     | Dry Rain                           | جوئی                   | فیلم کوتاه                                                  |
| ۲۰۰۸      | شوالیه تاریکی                   | The Dark Knight                    | جیمز گوردون پسر        | فیلم سینمایی                                                |
| ۲۰۰۸      | دکتر هاوس                       | House M.D.                         | ایوان                  | مجموعهٔ تلویزیونی- حضور در یک قسمت: فصل ۵، قسمت ۸            |
| ۲۰۰۸      | مارلی و من                      | Marley & Me                        | پاتریک (در ده سالگی)   | فیلم سینمایی                                                |
| ۲۰۰۹      | اطلس شگفت انگیز کاپیتان کوک     | Captain Cook's Extraordinary Atlas | پو مالوی               | فیلم تلویزیونی                                              |
| ۲۰۰۹      | گودال                           | The Hole                           | لوکاس تامپسون          | فیلم سینمایی                                                |
| ۲۰۰۹-۲۰۱۰ | هَنک                             | Hank                               | هنری پرایر             | مجموعهٔ تلویزیونی- حضور در نه قسمت (اول)                     |
| ۲۰۱۰      | درمانگاه خصوصی                  | Private Practice                   | کودی                   | مجموعهٔ تلویزیونی- حضور در یک قسمت: فصل ۳، قسمت ۱۱           |
| ۲۰۱۰      | آواره                           | Displaced                          | دنیل                   | فیلم کوتاه                                                  |
| ۲۰۱۰      | موفق باشی چارلی                 | Good Luck Charlie                  | آستن                   | مجموعهٔ تلویزیونی- حضور در یک قسمت: فصل ۱، قسمت ۲۲           |
| ۲۰۱۱      | بهانه                           | Fetch                              | لینی                   | فیلم کوتاه                                                  |
| ۲۰۱۱      | ۲۵هیل                           | 25 Hill                            | تری کالدول             | فیلم سینمایی                                                |
| ۲۰۱۱      | داستان دلفین                    | Dolphin Tale                       | سایر نلسون             | فیلم سینمایی                                                |
| ۲۰۱۱      | ان‌سی‌آی‌اس: لس‌آنجلس               | NCIS: Los Angeles                  | شان کمرون کالدر        | مجموعهٔ تلویزیونی- حضور در یک قسمت: فصل ۳، قسمت ۲            |
| ۲۰۱۲      | تست بازیگری                     | The Audition                       | ریز                    | فیلم کوتاه                                                  |
| ۲۰۱۲      | مرز                             | The Frontier                       | ساموئل هِیل             | فیلم تلویزیونی                                              |
| ۲۰۱۲      | همهٔ رؤسای من                    | All My Presidents                  | فرانکلین (سیزده سالگی) | فیلم کوتاه                                                  |
| ۲۰۱۲      | دراکولای عزیز                   | Dear Dracula                       | سم (صدا پیشه)          | فیلم ویدئویی- گمبل در آن به عنوان صدا پیشه حضور دارد.       |
| ۲۰۱۳      | مجلس رقص                        | The Ball                           | (بازیگر)               | فیلم کوتاه                                                  |
| ۲۰۱۳      | فراتر از آسمان                  | Beyond the Heavens                 | الیور هنری             | فیلم سینمایی                                                |
| ۲۰۱۴      | سی اس آی: تحقیقات مکان وقوع جرم | CSI: Crime Scene Investigation     | میسن بروئر             | مجموعهٔ تلویزیونی- حضور در یک قسمت: فصل ۱۵، قسمت ۴           |
| ۲۰۱۴      | سَم و بِلا                        | Sam & Bella                        | سَم(؟)                  | فیلم کوتاه                                                  |
| ۲۰۱۴      | تابستان عجیب مایک               | Mike's Kooky Summer                | -                      | گمبل نویسنده و کارگردان این فیلم کوتاه است.                 |
| ۲۰۱۴      | داستان دلفین ۲                  | Dolphin Tale 2                     | سایر نلسون             | فیلم سینمایی                                                |
| ۲۰۱۵      | سی اس آی : سایبری               | CSI: Cyber                         | آرون سیفتر             | مجموعهٔ تلویزیونی- حضور در یک قسمت: فصل یک ، قسمت ۷          |
| ۲۰۱۵      | خانواده گولدبرگ                 | The Goldbergs                      | گری بال                | مجموعهٔ تلویزیونی- حضور در دو قسمت: فصل دو ، قسمت‌های ۱۸ و ۲۲ |
| ۲۰۱۶      |                                 | Skate God                          | گِیج                    | فیلم سینمایی                                                |

## نامزدی جوایز
نیتن تا به حال برای کسب چند جایزه نامزد شده‌است ، اما تاکنون جایزه‌ای به دست نیاورده است.
| سال  | برای نقش آفرینی در | عنوان جایزه        | رشتهٔ                                                                | نتیجه  |
| ---- | ------------------ | ------------------ | ------------------------------------------------------------------- | ------ |
| ۲۰۰۷ | بابل               | جوایز هنرمند جوان  | بهترین نقش آفرینی در یک فیلم سینمایی-بازیگر پسر ده ساله و کمتر      | نامزدی |
| ۲۰۰۷ | مِه                 | جوایز Fright Meter | بهترین بازیگر مکمل                                                  | نامزدی |
| ۲۰۰۸ | مِه                 | جوایز هنرمند جوان  | بهترین نقش آفرینی در یک فیلم سینمایی-بازیگر پسر ده ساله و کمتر      | نامزدی |
| ۲۰۰۹ | مارلی و من         | جوایز هنرمند جوان  | بهترین نقش آفرینی در یک فیلم سینمایی- بازیگر مکمل مرد               | نامزدی |
| ۲۰۰۹ | هاوس ام. دی        | جوایز هنرمند جوان  | بهترین نقش آفرینی در یک مجموعهٔ تلویزیونی- بازیگر مهمان مرد          | نامزدی |
| ۲۰۱۲ | ۲۵هیل              | جوایز MovieGuide   | الهام بخش‌ترین نقش آفرینی در یک فیلم سینمایی                         | نامزدی |
| ۲۰۱۲ | داستان دلفین       | جوایز هنرمند جوان  | بهترین نقش آفرینی بازیگر مرد در یک فیلم سینمایی به عنوان شخصیت اصلی | نامزدی |
| ۲۰۱۲ | داستان دلفین ۲     | جوایز هنرمند جوان  | بهترین نقش آفرینی بازیگر مرد در یک فیلم سینمایی به عنوان شخصیت اصلی | نامزدی |